# 카디쾨이

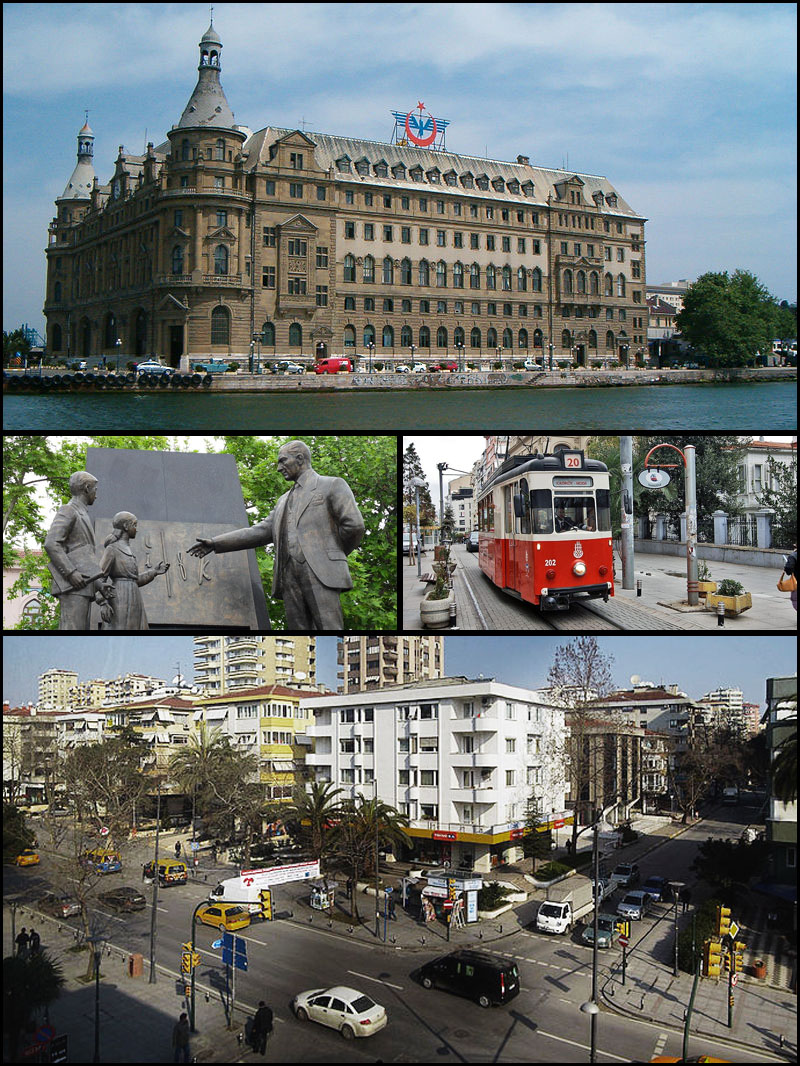
카디쿄이

카디쿄이(튀르키예어: Kadıköy)는 튀르키예 이스탄불 아시아 쪽에 있는 도시이다. 고대 로마와 비잔틴 시대에 칼케돈(그리스어: Χαλκηδών)이라고도 알려져 있었다. 부분적으로 보스포루스 해협의 유럽 쪽에 있는 파티흐의 역사적인 도심을 마주하고 있다. 카디쿄이에는 많은 주거 및 상업 시설이 있으며, 이스탄불의 아나톨리아 쪽 문화 중심지이다.

## 같이 보기
- 이스탄불의 역사